# Kaori Yuki
Kaori Yuki (jap. 由貴 香織里, Yuki Kaori, * 18. Dezember in Tokio, Japan) ist eine japanische Manga-Zeichnerin.

## Leben
Bei ihrem Namen handelt es sich – wie bei vielen japanischen Mangaka – um einen Künstlernamen. Ihr bürgerlicher Name und ihr Geburtsjahr sind nicht öffentlich bekannt. Auch sonst gilt sie als eher öffentlichkeits- und reisescheu, worauf sie auch in Randnotizen ihrer Manga selbst hinweist.
In einem Talentwettbewerb des Hakusensha-Verlages erreichte Kaori Yuki das Halbfinale und konnte dadurch erste künstlerische Erfahrungen sammeln. In der Folge schrieb sie für das verlagseigene Manga-Magazin Hana to Yume von 1987 bis 1993 mehrere Kurzgeschichten. Für ihren 1994 begonnenen bisher größten Erfolg und letztlichen Durchbruch Angel Sanctuary unterbrach sie sogar ihre erste Serie Count Cain (später in God Child umbenannt) für mehrere Jahre. Angel Sanctuary ist ihr bisher einziger Manga, von dem es eine Adaption als dreiteiligen OVA-Anime gibt. Sie war außerdem für das Charakterdesign des Computerspiels Gin'yū Mokushiroku Meine Liebe zuständig, zu dem auch ein Anime existiert.
Dem Shōjo-Magazin Hana to Yume von Hakusensha, welches sich vor allem an japanische Oberschülerinnen richtet und somit auch der Hauptzielgruppe von Kaori Yukis Manga entspricht, blieb sie bis zur Gründung des neuen Manga-Monatsmagazins Aria beim Konkurrenzverlag Kōdansha im Jahre 2010 treu. Dort erschien dann ihr Werk Iiki no ki, später auch Alice in Murderland, bis das Magazin 2018 eingestellt wurde.
Die meisten ihrer Werke erschienen beim Carlsen Verlag auf Deutsch.
In kleinen Randbemerkungen neben den eigentlichen Panels geht sie auf Leserbriefe ein und erzählt von ihrer zweiten großen Leidenschaft, der Musik. Manche Figuren in ihren Manga haben Namen von Künstlern (Bands) und Filmfiguren. Die Grundstimmung ihrer Werke ist häufig recht düster und übernimmt viele Elemente der Gothic-Kultur, darunter auch Kleidung aus schwarzem Leder und die immer wiederkehrenden Engel und Dämonen. In den letzten Jahren ist auch der Einfluss der japanischen bzw. tokyoter Gothic-Lolita-Subkultur auf ihren Zeichenstil, etwa in Fairy Cube oder Perfume Master, immer mehr zum Vorschein getreten.

## Werke
Manga:
- Hakushaku Cain (伯爵カイン, Hakushaku Kain), 1992–1994, 5 Bände
  - God Child, 2001–2003, 13 Bände
- Cruel Fairytales (残酷な童話たち, Zankoku na Dōwatachi), 1993, Einzelband
- Gravel Kingdom (砂礫王国, Sareki Ōkoku), 1993, Einzelband
- Angel Sanctuary (天使禁猟区, Tenshi Kinryōku), 1994–2000, 20 Bände abgeschlossen
- Kaine (戒音), 1996, Einzelband
- Boy’s Next Door (少年残像, Shōnen Zanzō), 1998, Einzelband
- Lost Angel, 2000, Artbook
- Neji (螺子), 2001, Einzelband
- Ludwig Revolution (ルードヴィッヒ革命, Rūdovihhi Kakumei), 2004–2007, 4 Bände abgeschlossen
- Blood Hound (夜型愛人専門店-ブラッドハウンド-, Yorugata Aijin Senmonten – Buraddo Haundo), 2003, Einzelband
  - Blood Hound – Special, 2008
- Psycho Knocker, 2004, Einzelband (die deutsche Übersetzung ist in Fairy Cube, Bd. 3 veröffentlicht)
- Fairy Cube (妖精標本, Fearī Kyūbu), 2005–2006, 3 Bände
- Perfume Master (0の奏香師, Zero no Sōkōshi), 2006, Einzelband
- Camelot Garden, 2008, (die deutsche Übersetzung ist in The Royal Doll Orchestra, Bd. 5 veröffentlicht)
- The Royal Doll Orchestra (人形宮廷楽団, Ginyōru Kyūtei Gakudan), 2009–2010, 5 Bände
- Devil from a foreign Land (異域之鬼, Iki no Ki) 2011, 6 Bände
- Alice in Murderland (架刑のアリス, Kakei no Alice) 2014–2018, 11 Bände
- Belle und das Biest im verlorenen Paradies (楽園の美女と野獣, Rakuen no Bijo to Yajū) seit 2020

Artbooks:
- Tenshi Kinryōku: Angel Cage (天使禁猟区 ANGEL CAGE), 1997, ISBN 4-592-73144-1
- Tenshi Kinryōku: Angelic Voice Postcard Book (天使禁猟区 ANGELIC VOICE ポストカードブック), 1999, ISBN 4-592-73159-X
- Tenshi Kinryōku II: Shittsui Tenshi: Lost Angel (天使禁猟区II 失墜天使 Lost Angel), 2000, ISBN 4-592-73174-3